# Феліксув (Ґостинінський повіт)
Феліксув (пол. Feliksów) — село в Польщі, у гміні Гостинін Ґостинінського повіту Мазовецького воєводства.
Населення — 76 осіб (2011).
У 1975-1998 роках село належало до Плоцького воєводства.

## Демографія
Демографічна структура станом на 31 березня 2011 року:
|          | Загалом | Допрацездатний вік | Працездатний вік | Постпрацездатний вік |
| -------- | ------- | ------------------ | ---------------- | -------------------- |
| Чоловіки | 37      | 8                  | 23               | 6                    |
| Жінки    | 39      | 7                  | 16               | 16                   |
| Разом    | 76      | 15                 | 39               | 22                   |